# Achnasheen
Achnasheen (in gaelico scozzese: Achadh na Sìne) è un piccolo villaggio della Scozia settentrionale, facente parte dell'area amministrativa dell'Highland (contea tradizionale: Ross-shire e situato ai piedi delle Highlands nord-occidentali (North West Highlands) e nella valle del fiume Bran. Conta una popolazione di appena una cinquantina di abitanti.

## Etimologia
Il toponimo Achnasheen/Achadh na Sìne significa letteralmente "campo delle tempeste".

## Geografia fisica

### Collocazione
Achnasheen si trova tra Kinlochewe e Dingwall (rispettivamente ad est della prima e ad ovest della seconda).
Si trova ad un'altitudine di circa 500 metri sul livello del mare.

## Società

### Evoluzione demografica
Al censimento del 2001, Achnasheen contava una popolazione pari a 48 abitanti, di cui 25 di sesso maschile e 23 di sesso femminile.

## Storia
La località divenne raggiungibile solo a partire dal 1819, quando fu costruita una strada che collegava Dingwall a Lochcarron.
Nel 1870 fu costruita una stazione ferroviaria, posta lungo il tragitto tra Inverness a Kyle.